# Dimitrovgrad
Huyện Dimitrovgrad (tiếng Nga: ? райо́н) là một huyện hành chính tự quản (raion), của Tỉnh Ulyanovsk, Nga. Huyện có diện tích 18 km², dân số thời điểm ngày 1 tháng 1 năm 2000 là 137000 người. Trung tâm của huyện đóng ở Dimitrovgrad.